# Katja Soennecken
Katja Soennecken (* 16. Juni 1982 in Wipperfürth) ist eine deutsche Archäologin (Biblische Archäologie), die am Deutschen Evangelischen Institut für Altertumswissenschaft des Heiligen Landes in Jerusalem (DEI) und an der Luxembourg School of Religion & Society (LSRS) lehrt und arbeitet.

## Leben
Katja Soennecken studierte Judaistik an der Hochschule für Jüdische Studien, Heidelberg (2001–2004), Klassische Archäologie an der Universität Heidelberg, der Freien Universität Berlin und der University of Edinburgh (Schottland) (2001–2006) sowie Evangelische Theologie an der Humboldt Universität Berlin, an der Universität Münster und der Kirchlichen Hochschule Wuppertal (2004–2011).
Sie erhielt den MSc in Klassischer Archäologie in Edinburgh (2006) und absolvierte das Erste und Zweite theologische Examen der Evangelischen Kirche im Rheinland (2011 und 2020).

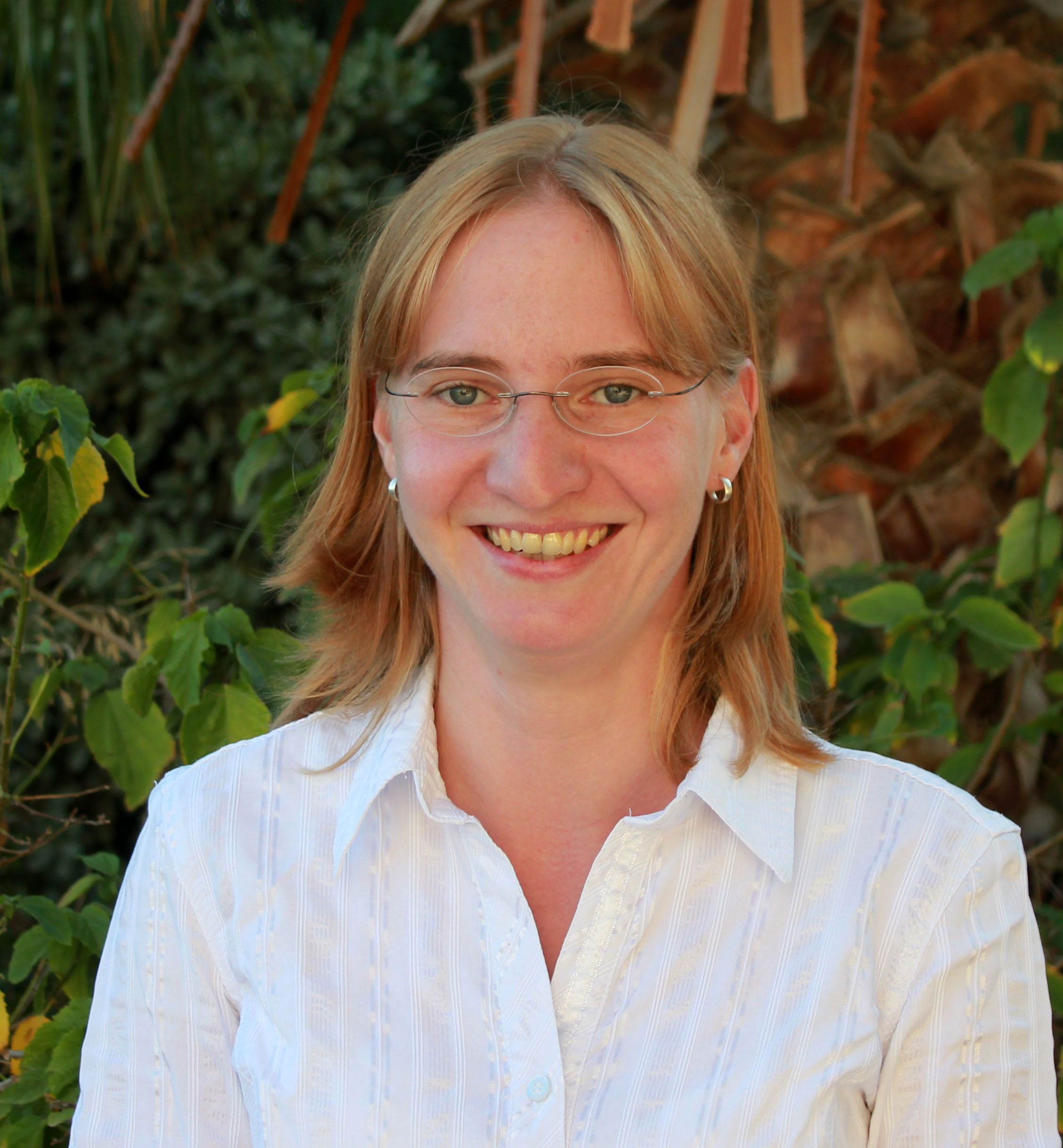
Katja Soennecken, 2014

Katja Soennecken war von 2011 bis 2013 wissenschaftliche Assistentin am Biblisch-Archäologischen Institut Wuppertal. Durch die VolkswagenStiftung (2013–2017) und das Schwarz Fellowship-Programm (2017–2025) gefördert, arbeitet sie seither als wissenschaftliche Mitarbeiterin, seit 2020 als stellvertretende Direktorin am Deutschen Evangelischen Institut für Altertumswissenschaft des Heiligen Landes, Jerusalem, und leitete das Schulprojekt „Meine Stadt – meine Geschichte“ in Jerusalem.
Sie promovierte 2017 zum Thema „Kulturelle Umbrüche in der südlichen Levante. Der Übergang von der Bronze- zur Eisenzeit unter besonderer Berücksichtigung des Tall Zira‘a“ am Fachbereich Biblische Archäologie an der Bergischen Universität Wuppertal.
Nach ihrem Vikariat in der Evangelischen Kirche im Rheinland (2017–2020) erhielt sie Lehraufträge für Biblische Archäologie am Abraham Geiger Kolleg in Potsdam (2020–2021) und der School of Jewish Theology/Institut für Jüdische Theologie der Universität Potsdam (2020–2024).
Seit 2021 ist sie Assistant Professor für Biblische Archäologie an der Luxembourg School of Religion & Society (LSRS), leitet die Forschergruppe „Seevölker im Jordantal und Transjordanien“, die Archäologen, Naturwissenschaftler und Anthropologen verschiedener Länder zusammenführt, ein Petrographieprojekt zur Keramikforschung, und co-organisiert die Grabungen von Tiberias.
Ihre Habilitation befasst sich mit dem Thema „Seevölker im Jordantal und in Transjordanien – materielle Kultur, Kult und politische Macht jenseits der Pentapolis“ unter einem multidisziplinären Ansatz.

## Archäologische Projekte
- Arealleiterin bei der Ausgrabung auf dem Tall Zira'a (2009–2011)
- Co-Direktorin des Wādī al-‘Arab Survey (Jordanien), gemeinsam mit Dieter Vieweger und Patrick Leiverkus (2010–2016)
- Co-Direktorin bei den Ausgrabungen auf dem Zionsberg in Jerusalem (2015–2024), gemeinsam mit Dieter Vieweger
- Co-Direktorin beim Tiberias-Projekt (2021–2024) gemeinsam mit Katia Cytryn (Hebräische Universität Jerusalem)

## Schriften (in Auswahl)
- Tall Zirā‘a. The Gadara Region Project (2002–2011), Final Report, Volume 4: Iron Age (Strata 13-9), Gütersloher Verlagshaus 2024, 1188 Seiten, ISBN 978-3-579-08293-6 (mit Beiträgen von Dieter Vieweger, H.-M. Jakubik, B. Schröder, A. Schwermer, J. Gaastra, J. Beller, H. Greenfield)
- Tall Zirāʻa. The Gadara Region Project (2002–2011), Final Report, Volume 3: Late Bronze Age (Strata 16-14), Gütersloher Verlagshaus 2024, 804 Seiten, ISBN 978-3-579-08292-9 (mit Beiträgen von Dieter Vieweger, H.-M. Jakubik, B. Schröder, A. Schwermer, J. Häser, R. Jung, H. Mommsen, L. Goldammer)
- Tall Zirā‘a. The Gadara Region Project (2002–2011), Final Report, Volume 8.1: The Wādī al-ʿArab Survey, Gütersloher Verlagshaus 2024, 134 Seiten, ISBN 978-3-579-08297-4
- Tall Zirā‘a. The Gadara Region Project (2002–2011), Final Report, Volume 8.2: The Wādī al-ʿArab Survey: Catalogue of sites, Gütersloher Verlagshaus 2024, 834 Seiten, ISBN 978-3-579-08297-4
- mit J. Zimni, Patrick Leiverkus, Katharina Schmidt (Hrsg.): Durch die Zeiten – Through the Ages. Festschrift für Dieter Vieweger / Essays in Honour of Dieter Vieweger. Gütersloher Verlagshaus, München 2023, ISBN 978-3-579-06236-5.
- mit Dieter Vieweger (Hrsg.): Das DEI und seine Sammlung. Jerusalem 2017 = mit Dieter Vieweger (Hrsg.), The GPIA and its collection. Jerusalem 2018.
- Kulturelle Umbrüche in der südlichen Levante. Der Übergang von der Bronze- zur Eisenzeit unter besonderer Berücksichtigung des Tall Zirā‘a. Inauguraldissertation an der Bergischen Universität Wuppertal 2017 (Digitalisat).